# Wanhala
Wanhala – obszar niemunicypalny w Mendocino County, w Kalifornii (Stany Zjednoczone), na wysokości 161 m.